# Chandawal
Chandawal fou un estat tributari protegit, del tipus thikana (dins la pargana de Sojat) concedit en jagir pel maharajà de Jodhpur o Marwar a un rajput rathor del clan Kumpawat. La superfície era de 127 km² i el formaven 8 pobles amb una població de 6.376 habitants.
La família la va fundar Rao Ishwar Das, fill de Rao Kumpa de Marwar o Jodhpur, que va rebre terres a Harsor vers la meitat del segle XVI. Thakur Chand Singh el va succeir a Harsor el 1562 i va fundar Chandawal; fou confirmat en aquestos dominis el 1595 pel maharajà Soor Singh de Marwar. El successor Gordhan Das va morir en la batalla de Dharmat el 1658 i el seu fill i hereu Kunwar Ratan Singh va fugir i fou eliminat de la successió pel seu germà Vijay Singh que va rebre la concessió de 35 pobles a la rodalia de Chandawal i de 24 a l'entorn d'Harsor de mans del maharajà Jaswant Singh de Marwar.
Udai Bhan fou expulsat del domini pel maharajà Bakht Singh de Marwar. El seu fill Prithi va morir 9 anys després a la batalla de Bilara i el següent sobirà, Sher Shing va morir en la batalla de Gundoj el 1778. També en batalla va morir el successor Hari Singh (1794). Bishan Singh es va revoltar contra el maharajà Man Singh de Marwar el 1820 i l'estat li fou confiscat i va fugir, morint a l'exili el 1824. Chandawal fou concedit després de la seva mort al seu fill adoptiu. A la mort de Laxman Singh també el va succeir un fill adoptiu. Girdhar Singh va rebre el títol personal de Rao Bahadur el 1921.

## Llista de thakurs
- Rao Kumpa vers 1550-1562
- Thakur Chand Singh 1562-vers 1600 (fill?)
- Thakur Gordhan Das vers 1600-1658 (fill)
- Thakur Vijay Singh 1658-1668 (fill)
- Thakur Fateh Singh 1668-1726 (fill)
- Thakur Udai Bhan 1726-1751 (fill)
- Thakur Prithi Singh 1751-1760 (germà)
- Thakur Sher Singh 1760-1778 (fill)
- Thakur Hari Singh 1778-1794 (fill)
- Thakur Bishan Singh 1794-1824 (fill)
- Thakur Sawant Singh (Kunwar Sawant Singh, fill de Thakur Shyam Singh, adoptat) 1824-1826
- Thakur Laxman Singh 1826-1843 (fill)
- Thakur Pratap Singh (fill de Thakur Gulab Singh, adoptat) 1843-1848
- Thakur Shakti Dan Singh 1848-1891 (fill)
- Thakur Ummed Singh 1891-1895 (fill)
- Rao Bahadur Thakur Girdhar Singh 1895-1943 (fill)
- Thakur Bhupal Singh 1943-1949 (fill)
- Thakur Govind Singh 1949 (+1969)